# De Boelelaan / VU
De Boelelaan / VU is een tramhalte van de Amsterdamse tram en voorheen ook een sneltramhalte van de Amsterdamse metro in stadsdeel Zuid. De huidige halte ligt in een keerlus ten noorden van de De Boelelaan, een lus die in 2011 geopend is. Tot 2020 lag er een halte met deze naam aan de doorgaande trambaan in de middenberm van de Buitenveldertselaan. Die laatste bestond sinds 1990.   

## Doorgaande halte
Op de doorgaande halte stopte tramlijn 5. Vroeger stopten hier ook sneltram 51 (1 december 1990 - 3 maart 2019) en tramlijn 6 (27 mei 2019 - 6 november 2020). Deze halte lag in de middenberm van de Buitenveldertselaan naast de kruising met de De Boelelaan. De halte had twee zijperrons. Tot 3 maart 2019 was er een 65 meter lang hoog gedeelte voor lijn 51 en een 30 meter lang laag gedeelte voor lijn 5. Sneltram 51 ging in noordelijke richting naar station Zuid, en verder als metro naar Amsterdam Centraal. Tram 5 gaat sinds 5 mei 2008 in noordelijke richting verder via de Parnassusweg en de Strawinskylaan, dit om ruimte te maken op station Zuid voor de Noord/Zuidlijn.
Na de verbouwing van de vernieuwde Amstelveenlijn, die in 2020 gereed kwam en waarvan de werkzaamheden in voorjaar 2019 waren gestart, is de doorgaande halte De Boelelaan / VU met de oude halte A.J. Ernststraat samengevoegd tot een nieuwe halte A.J. Ernststraat ten noorden van van het kruispunt Buitenveldertselaan/Arent Janszoon Ernststraat.

## Keerlus
Op de keerlus stopt tramlijn 24. Deze halte is in gebruik sinds 31 oktober 2011 nadat de keerlus bij de Gustav Mahlerlaan had moeten plaatsmaken voor een nieuw gebouw van het Academisch Centrum Tandheelkunde Amsterdam. Tot 22 juli 2018 stopte hier ook tramlijn 16. De sporen zijn niet verbonden met de sporen op de Buitenveldertselaan. 
Centraal Station (NS) ·
Nieuwmarkt ·
Waterlooplein ·
Weesperplein ·
Wibautstraat ·
Amstelstation (NS) ·
Spaklerweg ·
Overamstel ·
Station RAI (NS) ·
Station Zuid (NS) ·
De Boelelaan / VU ·
A.J. Ernststraat ·
Van Boshuizenstraat ·
Uilenstede ·
Kronenburg ·
Zonnestein ·
Onderuit ·
Oranjebaan ·
Amstelveen Centrum ·
Ouderkerkerlaan ·
Sportlaan ·
Marne ·
Gondel ·
Meent ·
Brink ·
Poortwachter ·
Spinnerij ·
Sacharovlaan ·
Westwijk